# Marianthus parviflorus
Marianthus parviflorus är en tvåhjärtbladig växtart som beskrevs av Ferdinand von Mueller. Marianthus parviflorus ingår i släktet Marianthus och familjen Pittosporaceae. Inga underarter finns listade.